# Stefan Meierhans
Stefan Meierhans (* 23. August 1968 in Altstätten) ist der aktuelle Schweizer Preisüberwacher.

## Leben
Meierhans war sechs Jahre im Stab des Vorstehers des Eidgenössischen Justiz- und Polizeidepartementes (EJPD) tätig. Anschliessend arbeitete er bei Microsoft Schweiz als Berater für politische Angelegenheiten (Lead Corporate Affairs and Citizenship). Am 18. Juni 2008 ernannte ihn der Bundesrat per 1. Oktober 2008 zum Preisüberwacher.
Er verfügt über einen Doktorgrad der Rechtswissenschaften (Universität Basel, Nordisches Kaufrecht – Geschichte und Gegenwart des nordischen Kaufrechts, insbesondere in Schweden und Norwegen. Mit einer Einleitung in das nordische Obligationenrecht und einem Abriss über das neue nordische Kaufrecht).
Meierhans ist Mitglied der Partei Die Mitte (vormals CVP). Er war Mitglied des Vorstandes der CVP des Kantons Bern. Er ist mit der Kommunikationsfachfrau und Politikerin Béatrice Wertli verheiratet. Sie haben zwei gemeinsame Töchter und leben in Bern.